# Casta e pura
Casta e pura è un film del 1981 diretto da Salvatore Samperi.
Pellicola erotica con protagonista Laura Antonelli.

## Trama
Antonio Di Maggio è vedovo di una ricca ereditiera. Egli, poco prima della morte della moglie, comprendendo di rischiare di essere estromesso dal patrimonio, convince la moribonda a chiedere un voto di castità alla giovanissima figlia Rosa, in modo che questa non potesse sposarsi fino alla morte del padre.
Vent'anni dopo, Rosa è ormai una bella donna, tutta casa e chiesa, che vive nel rispetto del giuramento fatto sul letto di morte della madre.
Presto, però, Rosa inizia prima ad avere degli strani sogni e poi ad avere delle ammiccanti visite notturne da parte del cugino Fernando.
Estremamente turbata da questi avvenimenti, Rosa confida al suo parroco confessore di volersi fare suora e di dare in beneficenza tutti i suoi averi.
Non appena il padre Antonio viene a conoscenza di questa idea, pur di non perdere il patrimonio di cui è usufruttuario, organizza una iniziazione sessuale di gruppo nei confronti della figlia.
Questo evento, però, apre gli occhi a Rosa che si rende finalmente autonoma.

## Colonna sonora
La colonna sonora è composta da Alfonso Santisteban.
La sigla finale Rosa e l'amore è cantata da Massimo Ranieri.